# Plusaetis smiti
Plusaetis smiti är en loppart som först beskrevs av Johnson 1954.  Plusaetis smiti ingår i släktet Plusaetis och familjen fågelloppor. Inga underarter finns listade i Catalogue of Life.